# Salix gracilior
Salix gracilior är en videväxtart som först beskrevs av Siuzew, och fick sitt nu gällande namn av Takenoshin Nakai. Salix gracilior ingår i släktet viden, och familjen videväxter. Inga underarter finns listade i Catalogue of Life.